# Cristo Luz
O Cristo Luz é uma estátua de Jesus Cristo localizada no município brasileiro de Balneário Camboriú, estado de Santa Catarina. Foi inaugurado em 4 de outubro de 1997.
Sua construção ocorreu a partir de uma parceria entre a iniciativa privada, organismo público e Carlos da Rosa, proprietário da área. Localizada a 150 metros de altura em um dos morros da cidade, a estátua tem 33 metros de altura, 22 de largura e 528 toneladas. Esculpido em argamassa e construído em ferro, aço e cimento, é um pouco menor do que o Cristo Redentor no Rio de Janeiro.
O diferencial do Cristo Luz é o "canhão" de luz que carrega em um dos braços cuja luz alcança vários quilômetros e ilumina a cidade durante a noite. Além da vista panorâmica da cidade e do monumento em si, o complexo abrange atrativos como a gruta de Nossa Senhora Aparecida, restaurante, pavilhão de eventos, playground para as crianças e lojas.

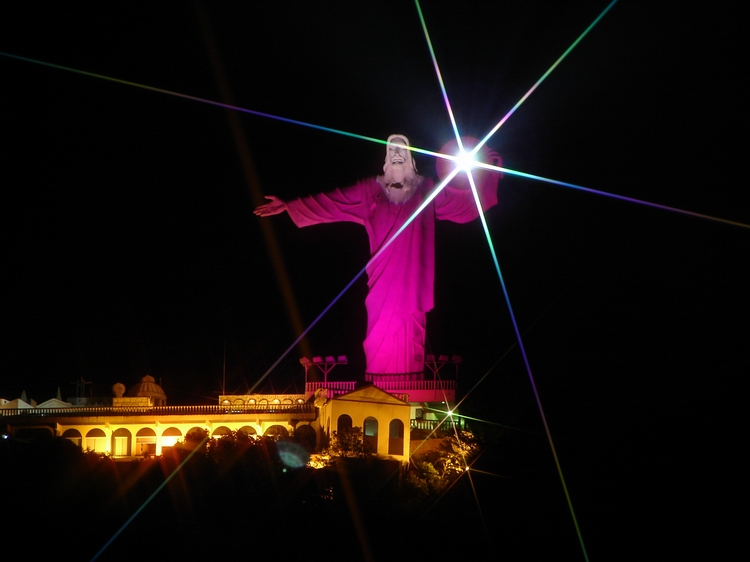
Iluminação noturna
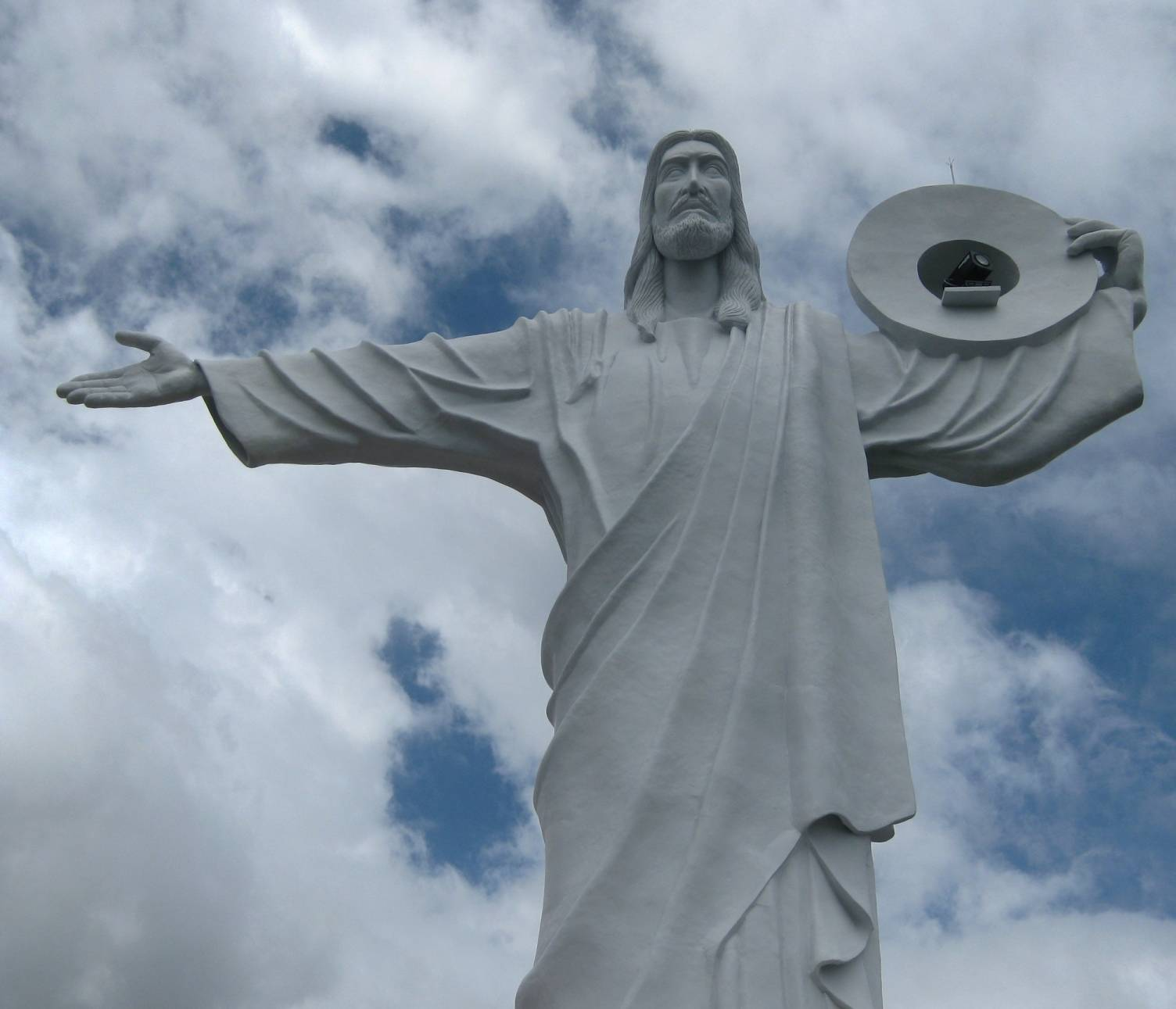
Cume do monumento
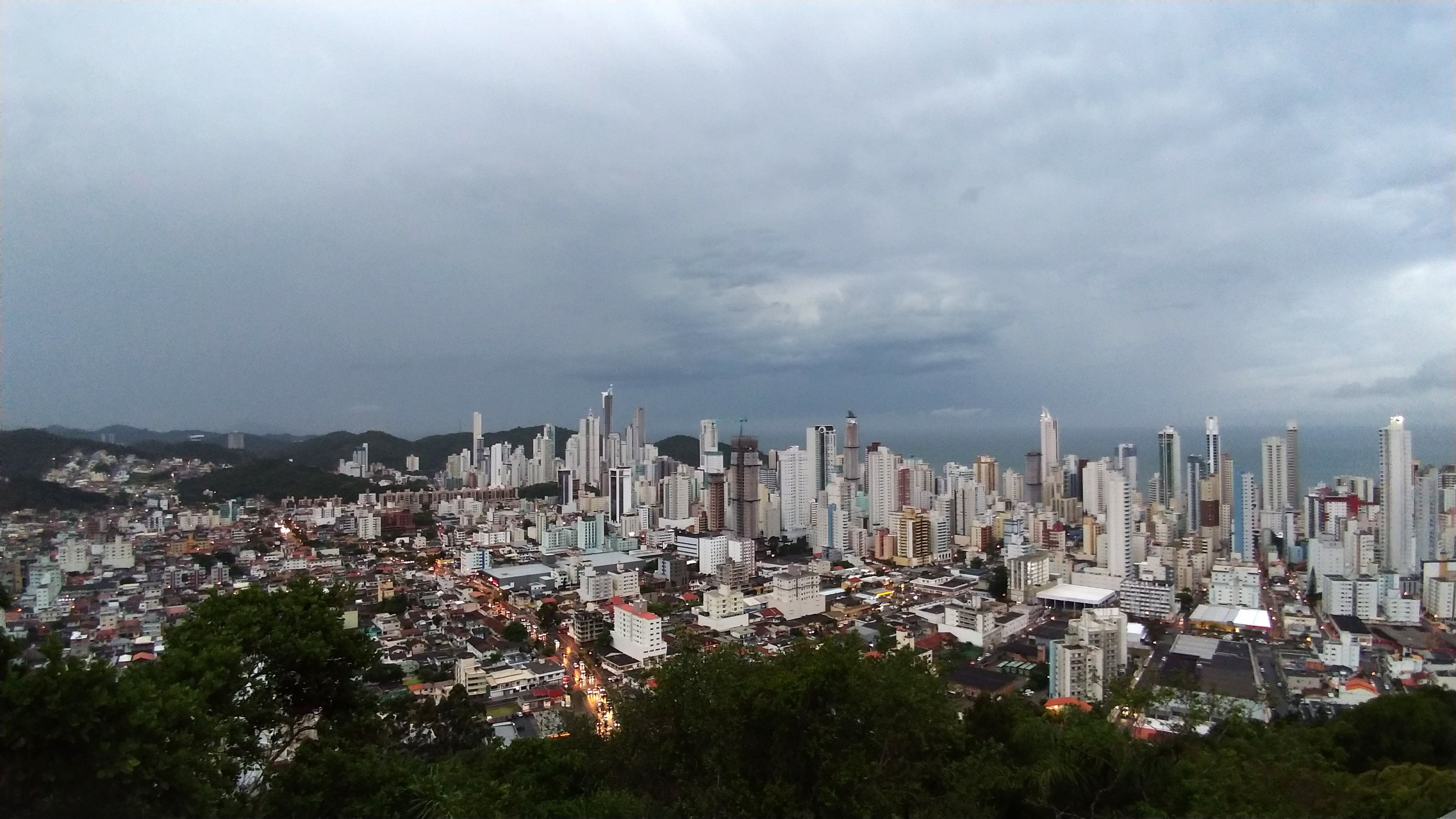
Vista parcial de Balneário Camboriú a partir do Cristo Luz